# 裴文聲
裴文聲（1915年12月10日—2000年1月2日），越南共和國法官、官員及外交官，曾任越南國國防部長和司法總長、越南國內務總長及越南共和國內務部長和越南共和國駐日本大使。

## 生平
1915年12月10日，裴文聲出生於法屬印度支那沙瀝省。
早年畢業於東洋大學法律系，1941年出任裁判官，並於1941-47年間在各個法庭任職，1947年任司法部內閣主任，1950年任西貢國家上訴法院總檢察長，1952年兼任越南國司法部司法行政主任，1953年7月任西貢混合上訴法院院長，1954-55年任越南國司法及內務總長。1955年10月，越南共和國成立，「總長」一職改稱「部長」:185，1955-56年任越南共和國內務部長，1956-62年任駐日本大使。
2000年1月2日，裴文聲在法國上塞納省呂埃-馬爾邁松逝世。